# 加尔迪诺·佩洛利奥
加尔迪诺·佩洛利奥（義大利語：Gardino Pellolio，1980年6月11日—），意大利男子赛艇运动员。他曾代表意大利参加世界赛艇锦标赛，获得二枚金牌，均来自男子轻量级四人双桨项目。